# 사쿠야자와촌
사쿠야자와촌(作谷沢村)은 야마가타현 히가시무라야마군에 설치되었던 촌이다.